# Camp Pendleton North
Camp Pendleton North é uma Região censo-designada localizada no estado americano da Califórnia, no Condado de San Diego.

## Demografia
Segundo o censo americano de 2000, a sua população era de 8197 habitantes.

## Geografia
De acordo com o United States Census Bureau tem uma área de 23,8 km², dos quais 23,3 km² cobertos por terra e 0,5 km² cobertos por água.

## Localidades na vizinhança
O diagrama seguinte representa as localidades num raio de 24 km ao redor de Camp Pendleton North.